# Koskijärvi (sjö i Södra Savolax)
Koskijärvi är en sjö i Finland. Den ligger i kommunen Heinävesi i landskapet Södra Savolax, i den sydöstra delen av landet, 300 km nordost om huvudstaden Helsingfors. Koskijärvi ligger 91,6 meter över havet. I omgivningarna runt Koskijärvi växer i huvudsak blandskog. Arean är 96,8 hektar och strandlinjen är 9,6 kilometer lång. Sjön  ingår i Vuoksens huvudavrinningsområde. 